# Jazz sous les pommiers
 (avril 2019).
Si vous disposez d'ouvrages ou d'articles de référence ou si vous connaissez des sites web de qualité traitant du thème abordé ici, merci de compléter l'article en donnant les références utiles à sa vérifiabilité et en les liant à la section « Notes et références ».
Jazz sous les pommiers est un festival ayant lieu tous les ans à Coutances (Manche), en France. Le festival se tient traditionnellement pendant la semaine de l'Ascension (du samedi au samedi, sauf en 2015 où l'édition commence le 8 mai, ce jour étant férié).
La programmation très éclectique va du jazz « New Orleans » à la musique électronique. Elle inclut également de nombreux spectacles de rue. Les artistes invités sont aussi bien des musiciens locaux que de grandes vedettes internationales.

## Histoire

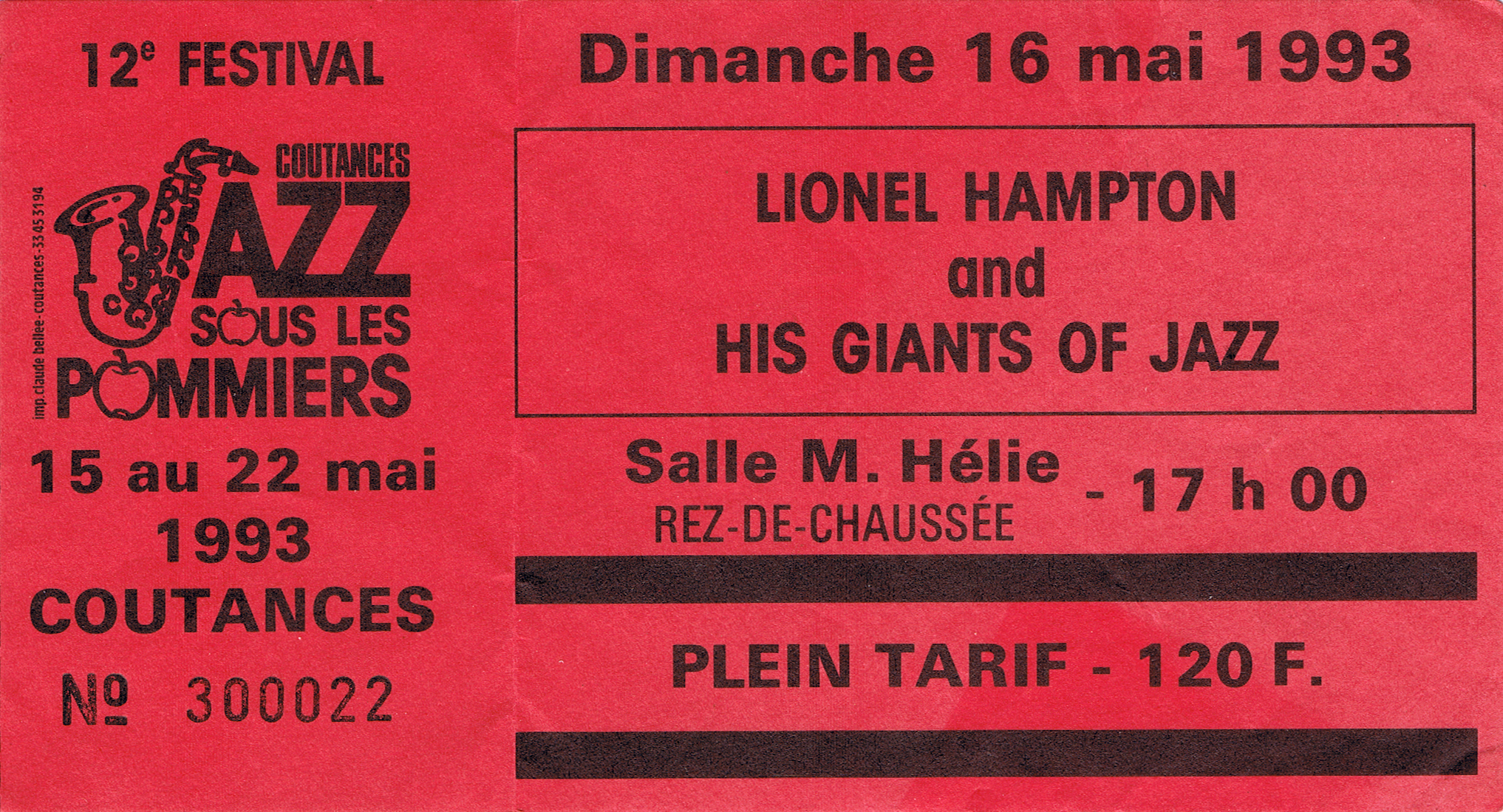
Un ticket d'entrée pour le concert de Lionel Hampton à Coutances, le dimanche 16 mai 1993, lors de la douzième édition du festival « Jazz sous les pommiers ».

Le festival a été conçu à la suite d'une rencontre entre deux amateurs locaux, Thierry Giard, enseignant, et Gérard Houssin, animateur culturel. La première édition a lieu en 1982.
Jusqu'en 2006, Jazz sous les pommiers totalise plus de 1 000 concerts suivis par 500 000 spectateurs, dont 350 000 payants. En 2010, le festival connaît un record de fréquentation avec 37 000 spectateurs. Le festival fête sa 30e édition en 2011, invitant des artistes qui sont déjà venus jouer à Coutances mais également des inédits. Cet anniversaire s'achève avec la « folle parade », une déambulation de 2 h 30 dans le centre-ville, le 4 juin. 

## Salles de spectacle
Le festival propose quatre scènes payantes en intérieur :
- La salle Marcel-Hélie, gymnase transformé en salle de spectacle (1 400 places) ;
- Le théâtre municipal (600 places) ;
- Le Magic Mirrors (420 places) ;
- Les caves des Unelles (350 places pour le jazz club ; 100 comme salle de concert).

À ces quatre scènes peuvent s'ajouter d'autres scènes :
- L'esplanade des Unelles (2 000 places en plein air) ;
- Le square de l’Évêché (150 places couvertes, d'autres en plein air) lors du Dimanche en Fanfare ;
- Le cinéma Le Long-courT ;
- La cathédrale Notre-Dame
- La piscine municipale.

Il existe aussi d'autres scènes pour les spectacles gratuits :
- La scène "Avis aux amateurs", dans le square de l’Évêché où des formations locales se produisent ;
- La cour de l'école Jules-Verne (qui a remplacé la cour de l'école Germain) ;
- L'esplanade des Unelles ;
- La place Saint-Nicolas.

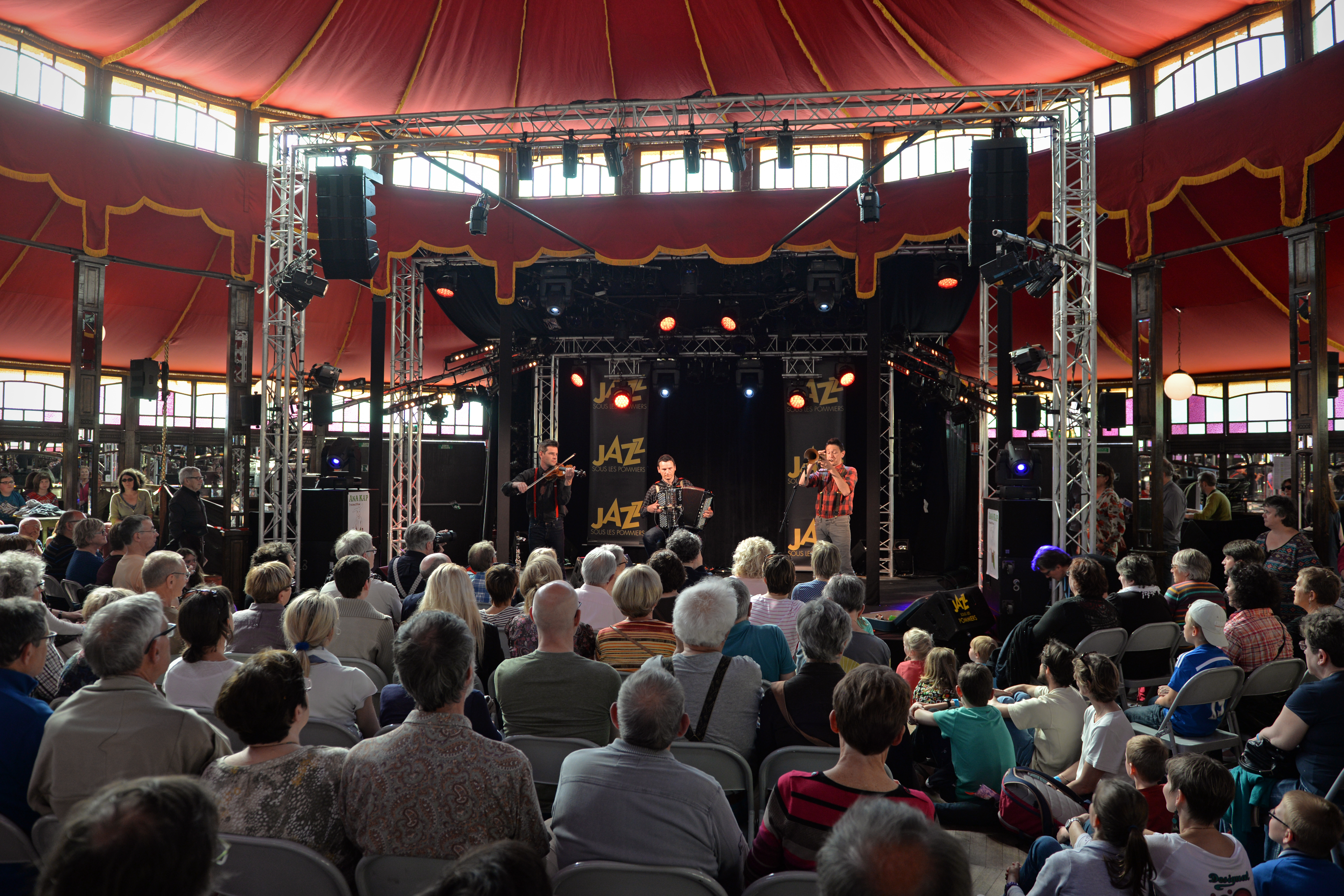
Concert dans la salle du Magic Mirrors, 2015
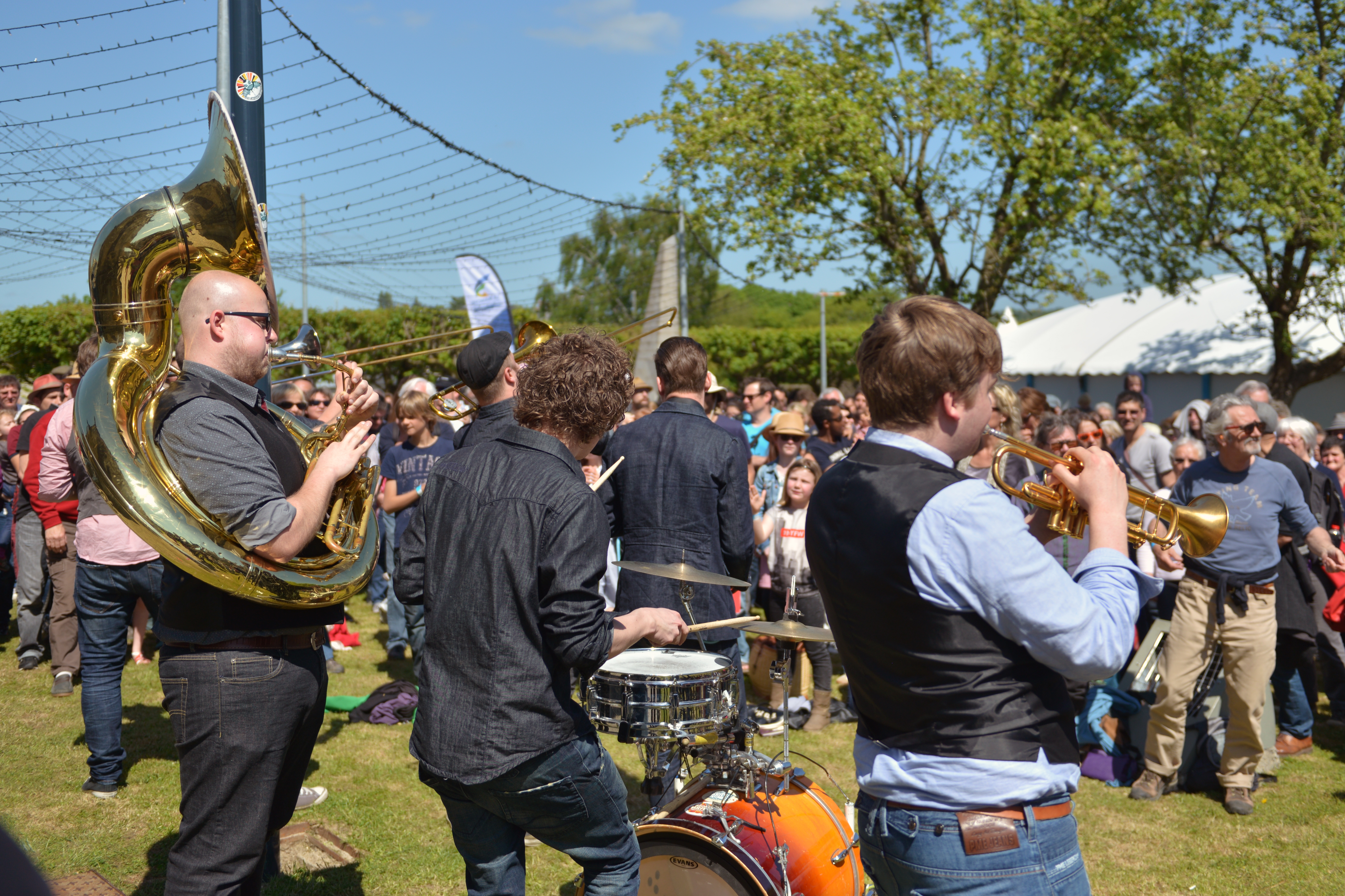
Broken Brass Ensemble dans le square de l’Évêché, 2015
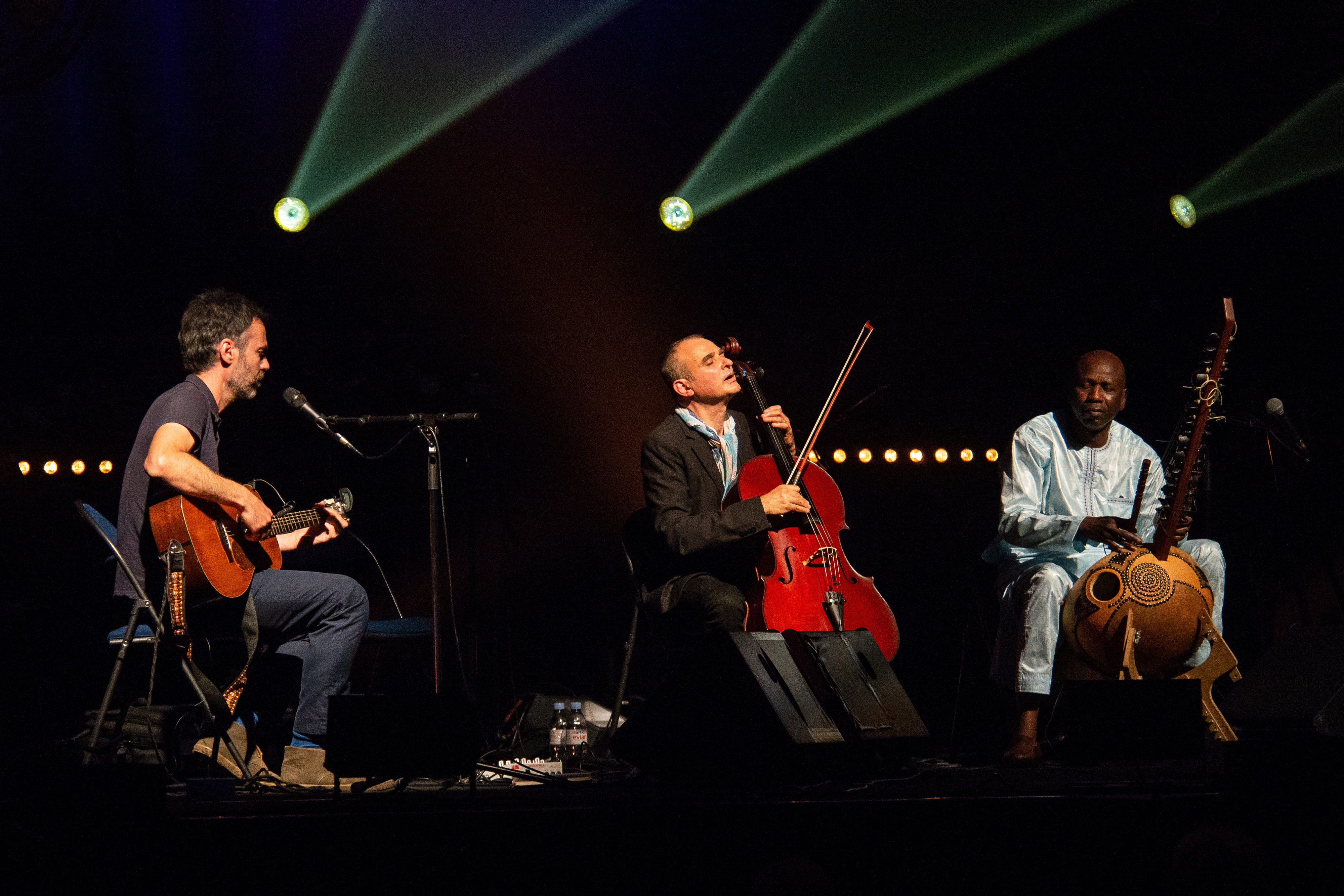
Piers Faccini, Vincent Ségal & Ballaké Sissoko, 2021
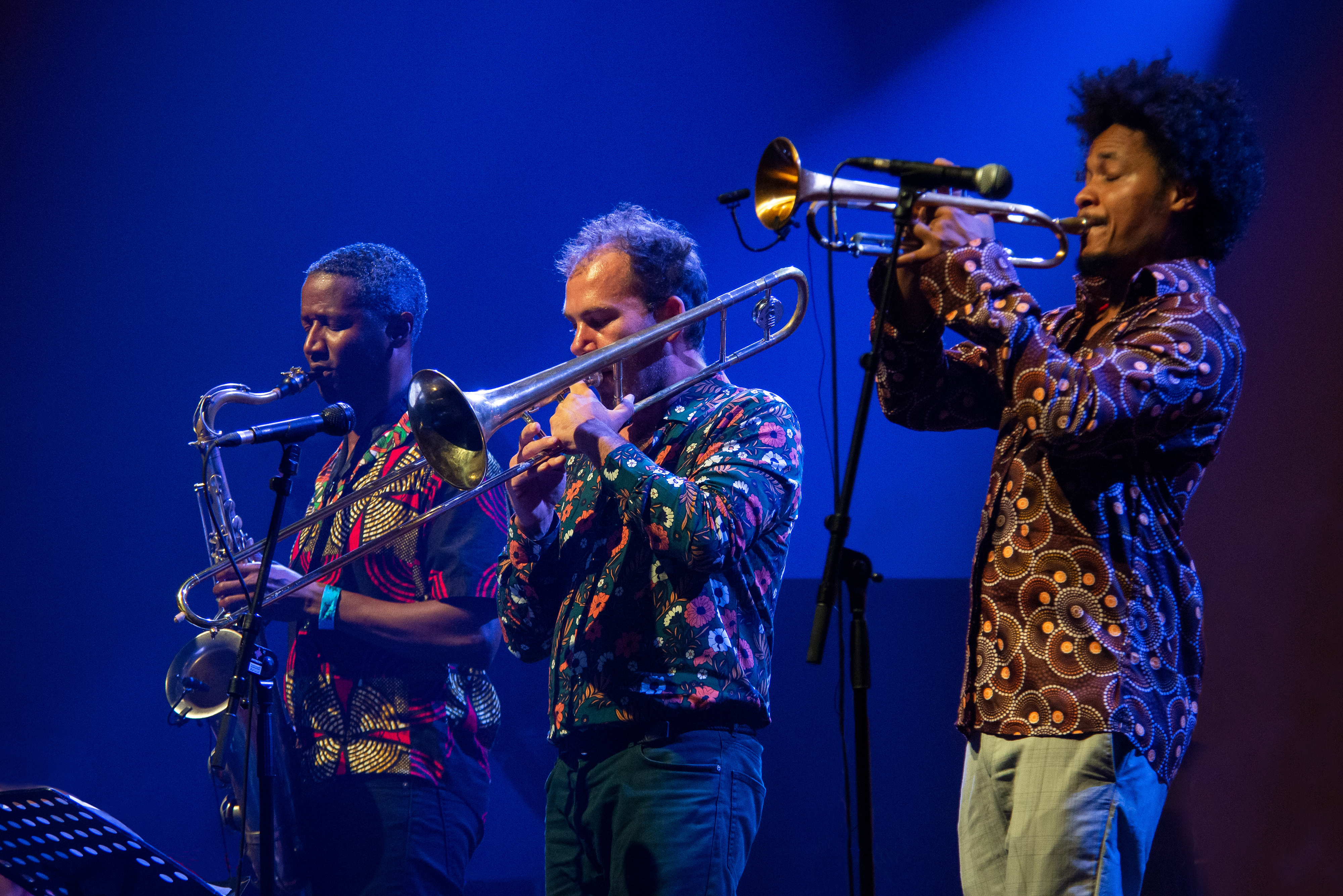
Fidel Fourneyron avec El Comité, 2021
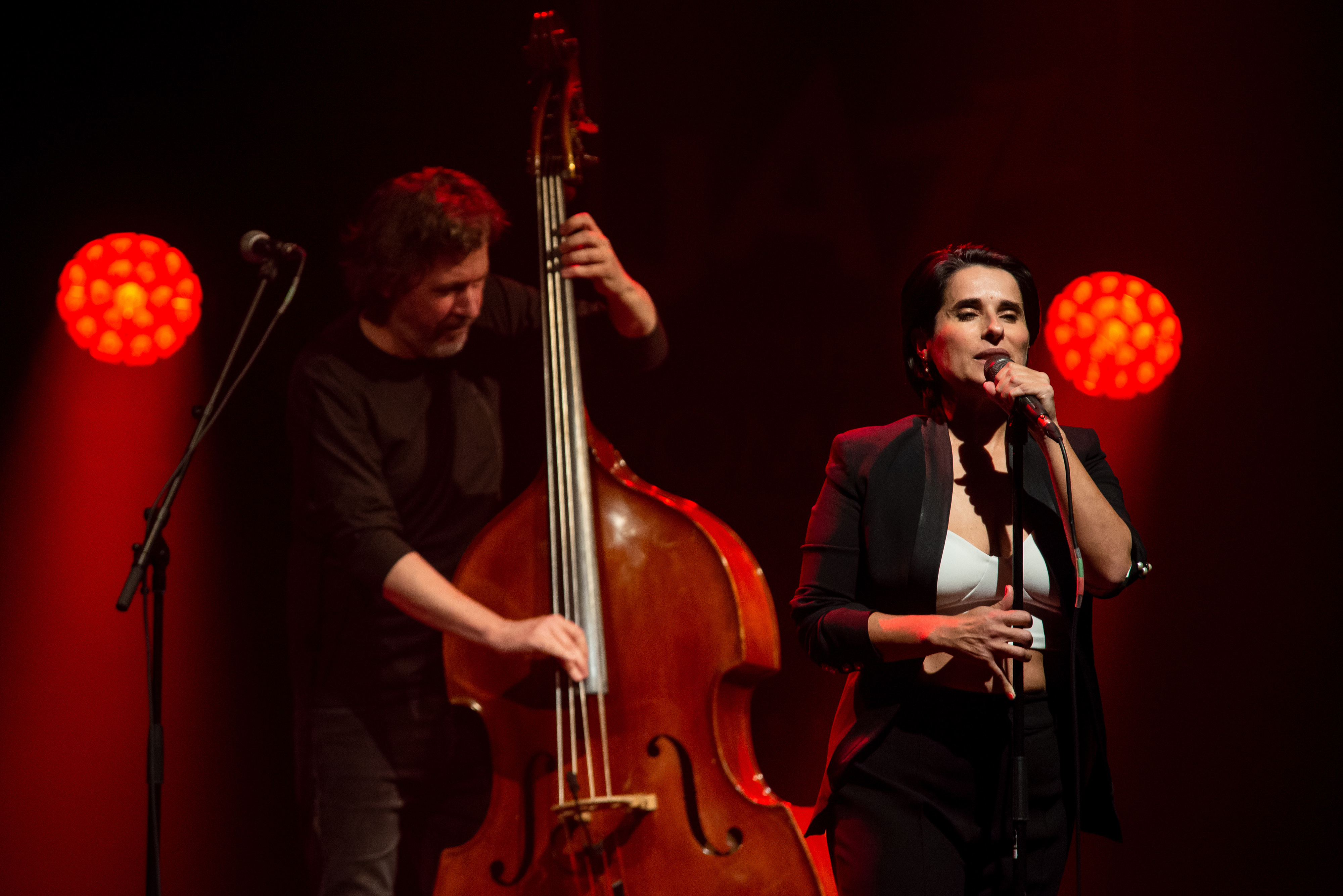
Cristina Branco, 2022
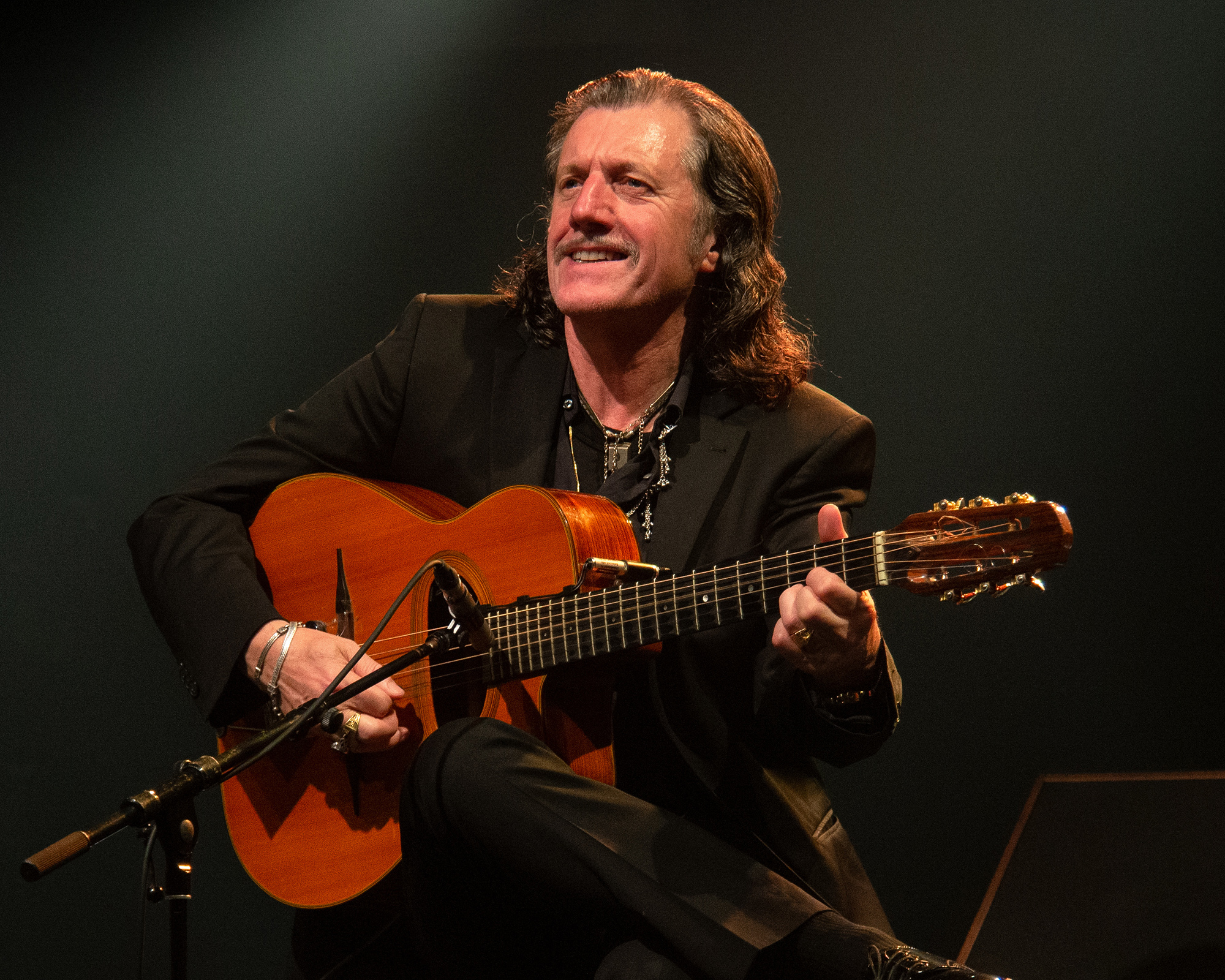
Titi Robin, 2022
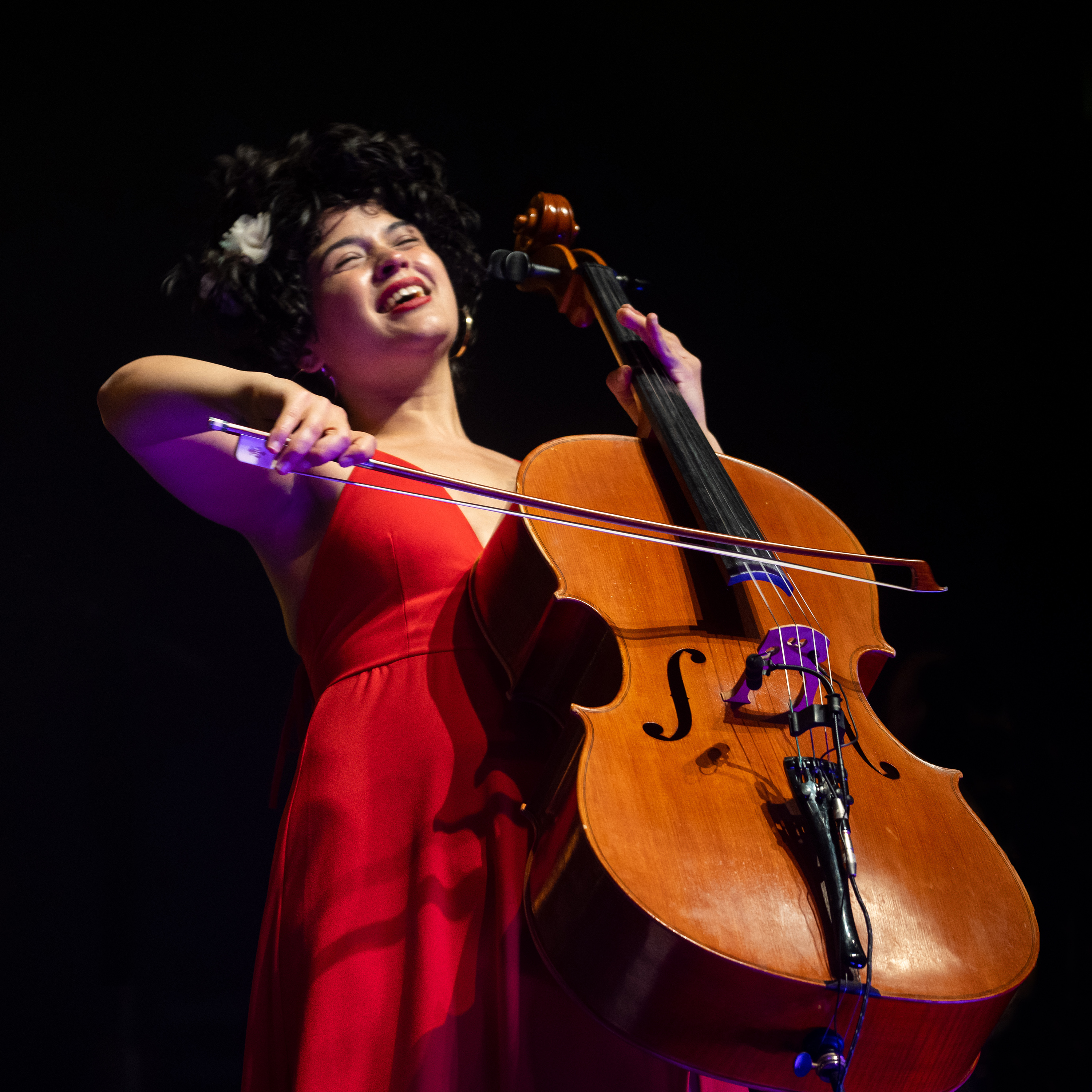
Ana Carla Maza, 2023

## Récompenses
En 2018, Denis Le Bas reçoit le prix du programmateur de l'année dans la catégorie victoires de la profession aux Victoires du jazz.

## Invités
Liste non exhaustive

### Années 2020
- 2023 : Dee Dee Bridgewater, Marcus Miller, Youn Sun Nah, Femi Kuti, Kyle Eastwood, Ana Carla Maza
- 2022 : Avishai Cohen, Titi Robin, Cristina Branco, Louis Sclavis & Michel Godard
- 2021 : Yakir Arbib, Kenny Barron, Carine Bonnefoy, Théo Ceccaldi, Fidel Fourneyron, Macha Gharibian, Naïssam Jalal, Manu Katché, Yael Naim, Guillaume Perret, Ballaké Sissoko et invités, Gauthier Toux & Nils Petter Molvær, Henri Texier
- 2020 : Michelle David, Abou Diarra, Jacky Terrasson, Ana Moura, Anne Paceo, Léon Phal 5tet

### Années 2010
- 2019 : Thomas Dutronc, Cecile McLorin Salvant, Fatoumata Diawara, Angélique Kidjo, Anne Paceo
- 2018[2] : Goran Bregović et l’Orchestre des mariages et des enterrements, Kamasi Washington, Harold López-Nussa & The Afro Cuban Experience, China Moses, Stacey Kent, Stanley Clarke Band, Trio Da Kali & Kronos Quartet, Cory Henry & The Funk Apostles, Magnetic Ensemble “Handmade”, Anne Paceo, Émile Parisien 5tet “Sfumato” avec Joachim Kühn, Mélanie De Biasio, Omar Sosa & Seckou Keita, Joe Lovano et Dave Douglas 5tet “Sound Prints”, BPM, Bror Gunnar Jansson, Étienne de Crécy, Robin McKelle, Mammal Hands[3], Mo Laudi, …
- 2017[4] : Pat Metheny, Jan Garbarek, Youn Sun Nah, Jean-Luc Ponty avec Biréli Lagrène et Kyle Eastwood, Jean-Jacques Milteau, Michel Portal, Érik Truffaz, Sylvain Kassap, Airelle Besson...
- 2016 : Taj Mahal, Dee Dee Bridgewater, Géraldine Laurent quartet, Airelle Besson & l'Orchestre régional de Normandie invitent Youn Sun Nah, Chris Potter quartet, Eric Bibb et Habib Koité, Bettye LaVette - Irvin Maylfield & The New Orleans 7, Christian Scott, Érik Truffaz quartet, Charles Lloyd - Jason Moran duo, Nguyên Lê, David Sanborn, Michael Wollny trio, Belmondo Big Band + Archie Shepp, Pat Thomas & Kwashibu Area Band, Sébastien Texier, Henri Texier, Leyla McCalla trio + Raphaël Imbert et Pascal Danaë, Ana Carla Maza, Schwab Soro, Sarah McKenzie + Stéphane Belmondo, Thomas Enhco, Bojan Z & Julien Lourau duo, René Urtreger trio, Tirana Santana, Osaka Monaurail...
- 2015 : Didier Lockwood - Biréli Lagrène - Darryl Hall trio invite Fiona Monbet, Snarky Puppy & Metropole Orkest, Joe Lovano, Kenny Garrett quintet, Larry Garner & Michael van Merwyk, Lizz Wright, Kyle Eastwood, Paolo Fresu & Omar Sosa duo, Henri Texier, Lisa Simone, Pharoah Sanders quartet, Tigran Hamasyan, Éric Séva quartet, Manu Katché - Richard Bona - Stefano Di Battista - Éric Legnini - Ester Rada…
- 2014 : James Carter, Brad Mehldau, Dianne Reeves, Cécile McLorin Salvant, Thomas Enhco, Anoushka Shankar,  Laurent de Wilde, Nina Attal, Thomas Dutronc et Angelo Debarre, Bill Carrothers, The Three Belles and The Bevin Boys…
- 2013 : Madeleine Peyroux, Charles Lloyd & Sangam, The Soul Rebels, Ravi Coltrane quintet,  Nicolas Repac, Zé Louis, Stefano di Batista, Amari Famili, Joshua Redman Quartet, New Gary Burton quartet, Avishai Cohen, Seun Kuti & Egypt 80, Anne Paceo, Gregory Porter (avec Jon Hendricks en guest), Winston McAnuff & Fixi et Richard Bona…
- 2012 : Marcus Miller, Pink Martini, Hermeto Pascoal, Kurt Elling, Angélique Kidjo, Diego el Cigala…
- 2011 : Chucho Valdés, Jacques Gamblin et Laurent de Wilde, Stéphane Belmondo, Youn Sun Nah, Eddy Louiss, Paolo Fresu, Aldo Romano, Gangbé Brass Band invite Aly Keita, Dré Pallemaerts, Le Trio Rosenberg invite Sanseverino, Jamie Cullum, Ron Carter trio…
- 2010 : Melody Gardot, John McLaughlin, Roy Hargrove quintet, Omar Sosa & Trilok Gurtu with Afreecanos, Generation Singleton "Gospels & Spirituals", Les Tambours du Burundi, Oreka Tx, Vincent Ségal et ses amis, Joshua Redman / Brad Mehldau duo, Dhafer Youssef quartet Abu Nawas Rhapsody, Cheick Tidiane Seck invite Mamani Keïta, Paolo Fresu et Uri Caine…

### Années 2000
- 2009 : Henri Texier, Andy Sheppard, La 33, Yael Naim, Craig Adams, Mamady Keïta, Renata Rosa,Dave Holland Quintet…
- 2007 : Carla Bley, Tuck & Patti, Eliane Elias, Manu Katché, Liz McComb, Abd al Malik, John Surman, Dave Holland, Daniel Humair, Louis Sclavis, Benjamin Herman, Slang, Trygve Seim Ensemble, Emiko Minakuchi, Jean-Michel Pilc, Flavio Boltro, Daniel Yvinec, Top Dog Brass Band, Youngblood Brass Band, Faya dub, Acoustic Africa, Kočani Orkestar, UHT…
- 2006 : Trio Beyond (Jack DeJohnette, John Scofield, Larry Goldings), Dianne Reeves, Dee Dee Bridgewater, Goran Bregović, Femi Kuti, Esbjörn Svensson Trio, The Bad Plus, Miguel Zenón, Enrico Rava, Enrico Pieranunzi, Avishai Cohen, Bobby McFerrin, ]New York Ska-Jazz Ensemble, Dub Guerilla…
- 2005 : Marcus Miller, Flavio Boltro, Gary Peacock, Henri Texier, Seu Jorge, Stacey Kent, John Taylor, David Murray, Stefano Di Battista…
- 2004 :  Chick Corea, Cassandra Wilson, Lucky Peterson, James Taylor, Michel Portal, Aldo Romano, Flavio Boltro, Bernard Lubat, Joey Baron, Richard Bona, Romane, The Skatalites, Rokia Traoré…
- 2003 : Ahmad Jamal, Charlie Haden, Pat Metheny, Sylvain Kassap, Susheela Raman…
- 2002 : Dave Holland, Joe Zawinul, Leon Redbone, Rhoda Scott, Biréli Lagrène, Louis Sclavis…
- 2001 : Didier Lockwood, Melissa Walker, Popa Chubby, St Germain, Daniel Humair, David Murray, Abdullah Ibrahim, Les Tambours de Brazza, René Urtreger, Laurent de Wilde, Michel Camilo, Patricia Barber, Philip Catherine, Steve Lacy…
- 2000 : Archie Shepp, Taj Mahal, Youssou N'Dour, Dee Dee Bridgewater, Jan Garbarek, Glenn Ferris, Jacky Terrasson, Alain Jean-Marie, Paco Séry, Richard Galliano, Sylvain Beuf…

### Années 1990
- 1999 : Max Roach, The Stars of Faith, John Surman, Daniel Humair, Erik Truffaz, Henri Texier, Andy Sheppard, Matasakumbo, Otis Grand , Paco de Lucia...
- 1998 : Pat Metheny, Jeanne Lee, Mal Waldron, Matt Guitar Murphy, Kenny Garrett, Aldo Romano, Leon Parker, Roy Hargrove…
- 1997 : Lester Bowie, McCoy Tyner, Betty Carter, Compay Segundo, Roy Haynes, Steve Lacy, Koko Taylor, Laurent de Wilde, Keb' Mo', Orchestre national de Barbès…
- 1996 : Herbie Hancock, Ahmad Jamal, Phil Woods, Salif Keita, John Hammond, Maceo Parker, Dianne Reeves, John Scofield, Alain Jean-Marie, Boubacar Traoré…
- 1995 : Sonny Rollins, Junior Wells, Beverly Jo Scott, Roy Hargrove, Bernard Lubat, Richard Galliano, Patrick Verbeke…
- 1994 : Jean-Luc Ponty, Lucky Peterson, Hank Jones, Jon Hendricks, Ann Peebles, Claude Luter, Eddy Louiss, Michel Portal, Michel Legrand, Paquito d'Rivera, Henri Texier, Sixun…
- 1993 : Buddy Guy, Cesária Évora, Abbey Lincoln, Johnny Griffin, Orchestre national de jazz, Biréli Lagrène, Roots, Judy Niemack, Paul Bley, Jimmy Giuffre…
- 1992 : Dee Dee Bridgewater, John Mayall, Jan Garbarek, Aldo Romano, Zap Mama, Marc Perrone…
- 1991 : Elvin Jones, Branford Marsalis, La Velle, Kenny Barron, Andy Sheppard, André Ceccarelli, Tuck & Patti, Johnny Heartsman, Carlos Actis Dato, Evidence, Arthur H…
- 1990 : Curtis Mayfield, John Surman, Otis Grand, Orchestre national de jazz (ONJ), Richard Raux, Pantin Cruel, Amabutho, Camille, Danny Thompson, Orphy Robinson, Amina Claudine Myers…

### Années 1980
- 1989 : Michel Petrucciani, Dewey Redman, Martial Solal, Mike Westbrook, Willem Breuker, Chico Freeman, Andy Sheppard, Irakere, Ray Gelato…
- 1988 : Gil Evans, Joe Henderson, George Russell, Louis Sclavis, The Mint Juleps, Richard Galliano, Billy Jenkins…
- 1987 : McCoy Tyner, Steve Waring, Tony Scott, Alfredo Rofriguez, Courtney Pine Group, Karen Young, Patrice Caratini, Henri Texier…
- 1986 : Eddy Louiss, Sixun, Arthur Blythe, Air Mail, Melody Four, Antoine Dessen…
- 1985 : Michel Portal, Antoine Hervé, Jan Cees Tans, Kristen Noguès…
- 1984 : Paul Bley, Marcia Maria, Georges Arvanitas, Henri Texier…
- 1983 : Abbey Lincoln, Jimmy Gourley, Joachim Kühn, Steve Lacy, Cedar Waldron, Willem Breuker…
- 1982 : Martial Solal, René Urtreger, Mike Westbrook, La Velle, Chris McGregor, Pantin Cruel…

## Affiches
- 2018 : Jörg
- 2017 : Jean Jullien[5]